# Харчук Роксана Борисівна
Харчук Роксана Борисівна (28 квітня 1964, м. Київ) — український літературознавець, перекладачка, кандидат філолог. наук, старша наукова співробітниця відділу шевченкознавства Інституту літератури імені Тараса Шевченка НАН України. Лауреатка премії ім. О. Білецького, лауреатка державної премії з науки і техніки 2017 р. за роботу «Шевченківська енциклопедія».
Дочка письменника Бориса Харчука.

## До життєпису
Закінчила полоністику Київського університету ім. Т. Шевченка у 1986. Кандидат філологічних наук (з 1992). 
Працює у відділі шевченкознавства Інституту літератури НАН України ім. Т. Шевченка.
В університеті «Києво-Могилянська академія» в 1997—1999 викладала польську мову, у 2006—2008 — курс сучасної української прози. Редагувала відділ «Літературознавство і компаративістика» у часописі для вчителів української мови і літератури «Дивослово» 2009—2021.
Нині редагує 12 том «Історії української літератури: у 12 т.».

## Наукова діяльність
Авторка підручника «Сучасна українська проза: Постмодерний період» (2008). Працювала над «Шевченківською енциклопедією: у 6 т.», була редактором і автором статей до цього видання. Шевченкознавчі зацікавлення втілилися у монографіях: «Історична пам'ять Шевченка: спроба реконструкції» (2019), «Шевченко, його читачі й нечитачі у ХІХ ст.» (2021).
Переклала «Сталінізм в Україні» (1995) Григорія Костюка, «Щоденник» (1999) Вітольда Ґомбровича, «Літературно-ідеологічні напрямки в Західній Україні, 1919–1939 роки» (1999) Романа Олійника-Рахманного, «Бунт покоління» (2004) Богуміли Бердиховської і Олі Гнатюк та ін.
Авторка численних статей, які друкувалися у часописах «Дивослово», «Кур'єр Кривбасу», «Слово і час», «Сучасність», а також на електронних ресурсах «Літакцент» і «Збруч».